# Диптерокарпус стройный
Диптерокарпус стройный, или Диптерокарпус индонезийский (лат. Dipterocarpus costatus) — вид тропических деревьев из рода Диптерокарпус семейства Диптерокарповые.

## Распространение и среда обитания
Произрастает во влажных тропических лесах Юго-восточной Азии на территории следующих стран: Бангладеш, Мьянма, Таиланд, Лаос, Камбоджа и Вьетнам. Растёт в лесах до высоты 1200 метров над уровнем моря. 

## Ботаническое описание
Высота дерева составляет 25 — 40 метров. Диаметр ствола — до 100 см (изредка — до 160 см). Сезон созревания плодов продолжается с марта по апрель.
|                              |  |
| Слева направо: габитус, кора |  |

## Использование
В Камбодже смолу этого дерева используют для конопачения лодок.